# Seznam slovaških izumiteljev
Seznam slovaških izumiteljev.

## B
- Ján Bahýľ
- Štefan Banič

## D
- John Dopyera

## H
- Jozef Karol Hell

## M
- Jozef Murgaš

## P
- Jozef Maximilián Petzval

## S
- Aurel Stodola

## Z
- Károly Zipernowsky